# ماجراهای تن‌تن اسرار کشتی طلایی
ماجراهای تن‌تن اسرار کشتی طلایی با نام اصلی Tintin et le mystère de la Toison d'or یک فیلم است که در سال ۱۹۶۱ منتشر شد. از بازیگران آن می‌توان به ژرژ ویلسون و چارلز وانل اشاره کرد. این فیلم بر اساس ماجراهای تن‌تن و میلو، کمیک‌های نوشته هرژه ساخته شده است. این فیلم بر اسسا هیچ‌کدام از کتاب‌های تن‌تن نبود.

## خلاصهٔ داستان
نامه‌ای به دست کاپیتان هادوک می‌رسد که در آن نوشته شده دوست قدیمی کاپیتان هادوک، کاپیتان پاپارونیک مرده و یک کشتی برای کاپیتان هادوک به ارث گذاشته است تن‌تن و کاپیتان هادوک برای تحویل گرفتن کشتی به استانبول می‌روند. آن‌ها پس از طی ماجراهایی در استانبول، متوجه می‌شوند که کاپیتان پاپارونیک گنجی را یافته و آن را مخفی کرده است آن‌ها که حالا نقشهٔ گنج را به دست آورده‌اند برای یافتن گنج به یونان می‌روند اما افراد خطرناکی نیز به دنبال این گنج هستند…